# Toniná

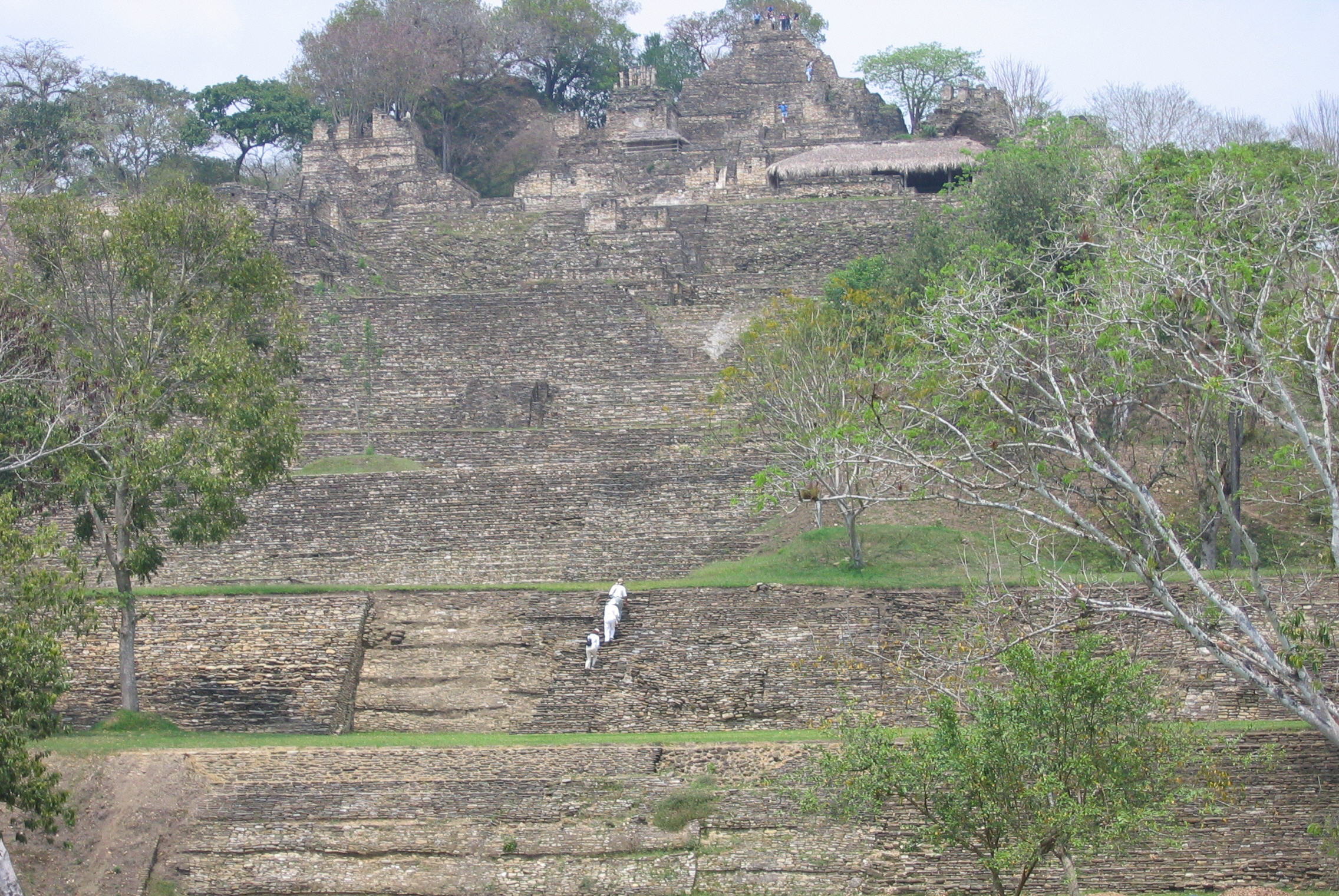
Ruínas de Toniná

Toniná é uma antiga cidade maia, situada a aproximadamente 13 km a oeste de Ocosingo no estado mexicano de Chiapas. Apesar da sua média dimensão, Toniná conseguiu ainda assim ter um papel importante, sobretudo por volta de 730 quando colocou a saque a sua rival Palenque. 

## História
Toniná conheceu o seu apogeu durante o período clássico tardio, apesar do vale de Ocosingo se encontrar habitado pelo menos desde o período pré-clássico. O emergir de Toniná, coincide com uma mudança dinástica ocorrida no século VII. A nova dinastia, ambiciosa e militarista, contesta o poder regional de Palenque. Como frequentemente acontece, a nova elite dirigente ergueu-se sobre as fundações deixadas pelos seus antecessores.

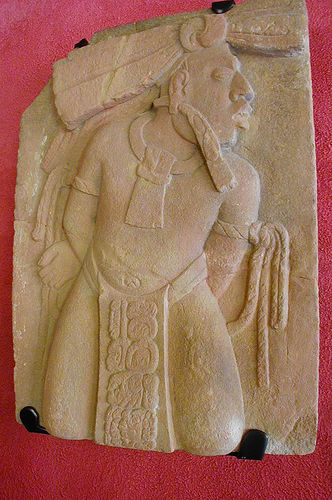
Escultura representando um cativo (museu de Toniná)

Durante o período de renovação que se seguiu, Palenque e as povoações próximas foram atacadas por Toniná. Conjuntamente com Calakmul, Toniná acossa Palenque de forma constante a partir de 690. Pelo menos três senhores de Palenque são capturados. Um de entre eles, Kan-Xul II, foi decapitado cerca de 720. Em 730, Toniná saqueia Palenque, contribuindo para o seu declínio, enquanto Toniná atingia o seu apogeu na década seguinte. Era conhecida como o Lugar dos Cativos Celestiais pois havia detido numerosos cativos importantes. Estes últimos eram geralmente libertados contra o pagamento de pesados resgates ou decapitados. Numerosas esculturas de Toniná representam cativos submetidos à tortura ou decapitados.
Por volta de 900, a cidade foi reconstruída num estilo mais simples e austero. O último senhor de Toniná do qual existem referências foi Jaguar Serpente em 903. É a última vez que Toniná se apresenta como sociedade organizada. A presença de estelas encontradas no sítio de Toniná e datadas de 909 sugere que Toniná resistiu ao declínio maia e permaneceria uma sociedade activa após a queda de muitas cidades suas contemporâneas. Muitos dos ornamentos de Toniná eram feitos de estuque, e muitos dos mais antigos estão ausentes, quer porque hajam sido destruídos ou simplesmente apagados no período pós-clássico. A cidade em ruínas foi habitada intermitentemente e os seus túmulos reutilizados por uma população de origem desconhecida, talvez maias, mas com práticas culturais diferentes, sobretudo quanto à maneira de proceder ao enterro dos mortos, e que os arqueólogos decidiram baptizar a posteriori de 'cheneks'.

## Senhores de Toniná
Abaixo listam-se os senhores de Toniná, cujos nomes hieroglíficos foram encontrados em monumentos:
- B'alam Ya Acal - século VII
- Chac B'olom Chaak
- K'inich Hix Chapat - cerca de 595-665
- Rei, nome desconhecido - 668-687
- K'inich B'aaknal Chaak - 688-715
- Rei, nome não decifrado - cerca 717-723
- K'inich Ich'aak Chapat - 723- cerca 739
- K'inich Tuun Chapat - século VIII
- Senhor, nome não decifrado - 787 - cerca 806
- Uh Chapat - início do século IX

## História recente de Toniná

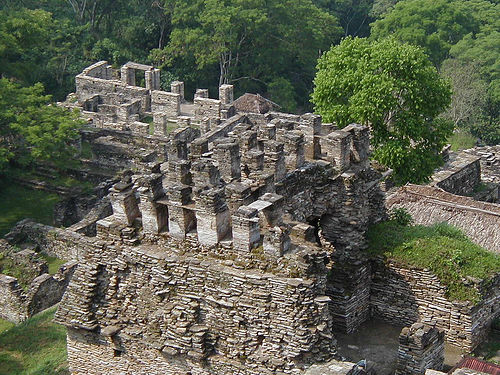
Templos

A primeira menção das ruínas deve-se a frei Jacinto Garrido, no final do século XVII. Toniná foi visitada várias vezes no século XIX, a primeira das quais durante uma expedição de Guillaume Dupaix em 1809. John Lloyd Stephens e Frederick Catherwood estiveram aqui em 1840, mas não publicaram mais do que uma breve descrição da sua visita que traz muito poucos elementos ao conhecimento do sítio. Apenas em 1890 foi o sítio novamente estudado: Edward Keller, Karl Sapper e outros, cartografam e fotografam o sítio.
Frans Bloom e Oliver La Farge fazem várias pesquisas em 1925 por conta da Universidade de Tulane. Bloom regressa em 1928 e descobre novos monumentos na zona.
O Projet Tonina (França) leva a cabo escavações entre 1972 e 1975 e depois entre 1979 e 1980 sob a direcção de Pierre Becquelin. O INAH efectua as suas próprias escavações no ano seguinte.

## Sítio

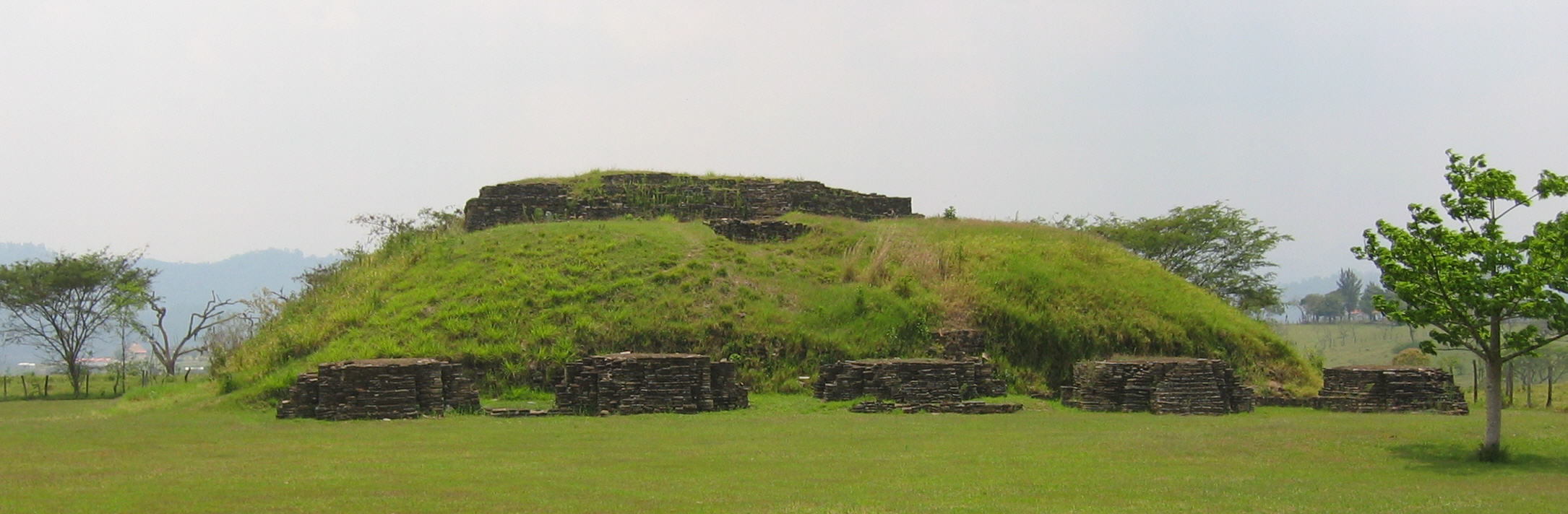
Templo da Guerra Cósmica

O sítio, de um tamanho médio, está organizado em redor de uma grande praça. Numa das suas extremidades situa-se uma colina, que foi modelada artificialmente, e sobre a qual se situa a maior parte das construções. Esta colina é constituída por 7 terraços atingindo uma elevação total da ordem dos 80 metros e conta nos seus flancos 13 templos, 8 palácios, edifícios oficiais e habitações. Estas últimas foram construídas principalmente durante a época clássica, entre o século VI e o século IX. No nível 5, um códice do século IX, o Mural das Quatro Eras, relata os quatro períodos da história maia. 
Na extremidade sul da praça situa-se o Templo da Guerra Cósmica. Num dos outros lados encontra-se um campo de jogo da bola inaugurado cerca de 780. 